# ويلسون إنريكي رودريغيز
ويلسون إنريكي رودريغيز (بالإسبانية: Wilson Rodríguez Amezquita)‏ هو دراج كولومبي، ولد في 22 فبراير 1994 في كولومبيا.

## وصلات خارجية
- ويلسون رودريغيز على موقع الاتحاد الدولي للدراجات (الإنجليزية)
- ويلسون رودريغيز على موقع إحصائيات الدراجات الإحترافية (الإنجليزية)
- ويلسون رودريغيز على موقع CycleBase (الإنجليزية)